# Przełęcz pod Koszarzyskiem
Przełęcz pod Koszarzyskiem (niem. Hirtenpass, słow. Bučiská, węg. Pásztor-nyereg, 1140 m) – szeroka przełęcz w północnym grzbiecie Zadnich Jatek w słowackich Tatrach Bielskich. W grzbiecie tym kolejno znajdują się: Zadni Diabli Grzbiet, Przełęcz nad Siką, Turnia nad Jaworzynką, Przełęcz pod Koszarzyskiem i Jaworzynka Bielska.
Przełęcz pod Koszarzyskiem znajduje się znacznie bliżej szczytu Jaworzynki Bielskiej, niż Turni nad Jaworzynką. Rejon przełęczy to szerokie, trawiaste siodło. Zbocza zachodnie łagodnie opadają do Doliny Jaworzynki Bielskiej, zbocza wschodnie nieco stromiej do Doliny pod Koszary. Do przełęczy dochodzi szeroka droga leśna z Mąkowej Polany przez Groń i Pławisko w Jaworzynce Bielskiej. Krzyżują się z nią trzy ścieżki. Jedna z nich prowadzi do dna Doliny pod Koszary, druga pod Turnię nad Jaworzynka, trzecia w kierunku północno-wschodnim zboczami Jaworzynki Bielskiej.
Rejon przełęczy był dawniej wypasany. W języku słowackim słowo koszarzysko oznaczało miejsce, w którym stał koszar, czasami także miejsce, w którym stał szałas. Wcześniejsze pomiary określały wysokość przełęczy na 1136 m lub około 1165 m.